# مجموعة ميكتا
ميكتا هي شراكة غير رسمية بين المكسيك وإندونيسيا وكوريا الجنوبية وتركيا وأستراليا. يقودها وزراء الخارجية في تلك الدول. أنشئت في عام 2013 على هامش الجمعية العامة للأمم المتحدة في مدينة نيويورك وتهدف إلى دعم الحكم العالمي الفعال.
تضفي عضوية المجموعة المتنوعة - من حيث الثقافة والهيكل الاجتماعي والاقتصادي والجغرافيا - منظوراً فريداً من نوعه. حيث إنها شراكة عبر إقليمية قائمة على القيم مع العديد من القواسم المشتركة الرئيسية. والأهم من ذلك أن جميع الدول الأعضاء هي اقتصادات أعضاء مجموعة العشرين ذات ناتج محلي إجمالي مماثل وتهتم بضمان عمل أنظمة الحوكمة العالمية لجميع الدول بغض النظر عن الحجم والتأثير. توفر أوجه التشابه هذه أساسًا قويًا للتعاون المتبادل.
بالإضافة إلى ذلك يتيح التنوع داخل الشراكة للأعضاء تبادل معارفهم ووجهات نظرهم الناتجة عن تجارب متنوعة.

## طبيعة شراكة ميكتا

### المنصة الاستشارية
أحد الجوانب الرئيسية التي تميز ميكتا عن المجموعات المتعددة الأطراف الأخرى هو أنها منصة استشارية غير رسمية حيث إنها توفر مساحة للحوار والدبلوماسية المبتكرة لمعالجة القضايا العالمية الحالية. تعد مشاركة المعلومات وزيادة التفاهم المتبادل من السمات الرئيسية للمجموعة.

### نقاط القوة
واحدة من نقاط القوة الرئيسية في ميكتا هي مرونتها. فهي توفر بيئة غير رسمية يمكن فيها مناقشة القضايا الموضعية، دون ضغط للوصول إلى توافق في الآراء، حيث تسعى إلى افتراض شكل قابل للتكيف من التعاون المتعدد الأطراف، على عكس «الكتل» التقليدية مثل بريكس، وذلك لتوفير قدرة معززة على المناورة للحكم العالمي الفعال في عالم يسير بخطى سريعة في التطورات.
نظرًا لأن جميع أعضاء المجموعة هم أيضًا أعضاء في منظمات دولية أوسع مثل مجموعة العشرين والأمم المتحدة ومنظمة التجارة العالمية، يمكن أن تشكل القضايا ذات الصلة بتلك المنتديات مواضيع التشاور فيها.و قد يشمل ذلك التعاون بشأن الالتزامات التي تم التعهد بها داخل تلك المنظمات أو، في بعض الأحيان، الالتزام بأهداف أو معايير إضافية.

## الرئاسة
يتبادل أعضاء المجموعة رئاستها:
| السنة | الدولة         |
| ----- | -------------- |
| 2014  | المكسيك        |
| 2015  | كوريا الجنوبية |
| 2016  | أستراليا       |
| 2017  | تركيا          |
| 2018  | إندونيسيا      |
| 2019  | المكسيك        |
| 2020  | كوريا الجنوبية |
| 2021  | أستراليا       |
| 2022  | تركيا          |
| 2023  | إندونيسيا      |
| 2024  | المكسيك        |

## مجالات الاهتمام
تعمل دول ميكتا في عدد من القضايا الموضوعية والتي تتضمن.
- إدارة الطاقة الدولية والوصول إلى الطاقة؛[10]
- مكافحة الإرهاب والأمن؛[11]
- حفظ السلام؛[12]
- التجارة والاقتصاد،[11]
- المساواة بين الجنسين؛[13]
- الحكم الجيد،[11]
- التنمية المستدامة.[14]

## الأنشطة
تشارك ميكتا في مجموعة متنوعة من الأنشطة تمشيا مع مجالات الاهتمامات الأساسية. وتشمل هذه المعلومات تبادل المعلومات، وإصدار بيانات مشتركة، وورقات غير رسمية تسهم في إحراز تقدم بشأن القضايا المتعددة الأطراف، والدعوة إلى رسائل مشتركة عبر شبكات كل عضو، وحلقات عمل للخبراء التقنيين وفعاليات جانبية لدعم النتائج في الأحداث الدولية الكبرى.

## القادة
| العضو          | رأس الدولة      | وزير الخارجية           | وزير المالية            | محافظ البنك المركزي     |
| -------------- | --------------- | ----------------------- | ----------------------- | ----------------------- |
| أستراليا       | أنتوني ألبانيز  | بيني وونغ               | جيم تشالمرز             | Michele Bullock         |
| إندونيسيا      | فرابوو سوبيانتو | Sugiono                 | سري مولياني إندراواتي   | Perry Warjiyo           |
| كوريا الجنوبية | يون سوك يول     | Cho Tae-yul             | Choi Sang-mok           | Rhee Chang-yong         |
| المكسيك        | كلوديا شينباوم  | خوان رامون دي لا فيوينت | Rogelio Ramírez de la O | Victoria Rodríguez Ceja |
| تركيا          | رجب طيب أردوغان | هاكان فيدان             | محمد شيمشك              | Fatih Karahan           |

## معلومات عن الدول الأعضاء
| العضو          | إجمالي تجارة السلع والخدمات بمليار الدولارات الأمريكية (2019) | لناتج المحلي الإجمالي مليون دولار أمريكي (2022) | الناتج المحلي الإجمالي (تعادل القوة الشرائية) مليون دولار أمريكي (2022) | الناتج المحلي الإجمالي (الاسمي) للفرد بالدولار الأمريكي (2022) | الناتج المحلي الإجمالي (القدرة الشرائية) للفرد بالدولار الأمريكي (2022) | مؤشر التنمية البشرية (2021) | السكان (2022) | مجموعة العشرين | لجنة المساعدة الإنمائية | منظمة التعاون الاقتصادي والتنمية | حلف شمال الأطلسي | أسيان      | الشراكة الاقتصادية الإقليمية الشاملة | التصنيف الاقتصادي (صندوق النقد الدولي) |
| -------------- | ------------------------------------------------------------- | ----------------------------------------------- | ----------------------------------------------------------------------- | -------------------------------------------------------------- | ----------------------------------------------------------------------- | --------------------------- | ------------- | -------------- | ----------------------- | -------------------------------- | ---------------- | ---------- | ------------------------------------ | -------------------------------------- |
| المكسيك        | 958                                                           | 1,424,533                                       | 2,919,875                                                               | 10,948                                                         | 22,440                                                                  | 0.758                       | 128,533,664   | Green tick     |                         | Green tick                       |                  |            |                                      | دولة نامية                             |
| إندونيسيا      | 370                                                           | 1,289,429                                       | 4,023,501                                                               | 4,691                                                          | 14,638                                                                  | 0.705                       | 275,773,800   | Green tick     |                         |                                  |                  | Green tick | Green tick                           | دولة نامية                             |
| كوريا الجنوبية | 1,172                                                         | 1,734,207                                       | 2,765,834                                                               | 33,592                                                         | 53,574                                                                  | 0.925                       | 51,638,809    | Green tick     | Green tick              | Green tick                       |                  |            | Green tick                           | دولة متقدمة                            |
| تركيا          | 447                                                           | 1.411                                           | 3,320,994                                                               | 9,961                                                          | 38,759                                                                  | 0.838                       | 84,680,273    | Green tick     |                         | Green tick                       | Green tick       |            |                                      | دولة نامية                             |
| أستراليا       | 556                                                           | 1,724,787                                       | 1,615,286                                                               | 66,408                                                         | 62,192                                                                  | 0.951                       | 26,019,185    | Green tick     | Green tick              | Green tick                       |                  |            | Green tick                           | دولة متقدمة                            |